# Bayo (Asturias)
Bayo[cita requerida] (Vayu oficialmente y en asturiano) es una parroquia del concejo de Grado, en el Principado de Asturias (España). Alberga una población de 144 habitantes (INE 2009) en 122 viviendas. Ocupa una extensión de 5,34 km².
Está situada en la zona nororiental del concejo, inserta en la cuenca media del río Sama. Limita al norte con la parroquia de Gurullés; al noreste con la de Báscones; al este con el concejo de Oviedo; al sur con la de Sama de Grado; y al oeste con la de Coalla.
En una falsa donación del Rey Ordoño I a la iglesia de San Salvador, en el año 857, figura una alusión al territorio de Bayo y su monasterio (no localizado) de Santa María.
Bayo celebra con oficio religioso la festividad del Espíritu Santo, con romería y verbena, ocho domingos después del domingo de Pascua, o lo que es lo mismo, el domingo siguiente a la segunda flor de Grado.

## Poblaciones
Según el nomenclátor de 2009 la parroquia está formada por las poblaciones de:
- Ballongo (Vallongu en asturiano) (aldea): 26 habitantes.
- La Caleya (La Calea) (aldea): 44 habitantes.
- El Medio (El Mediu) (lugar): 74 habitantes.